# عملیات برتری

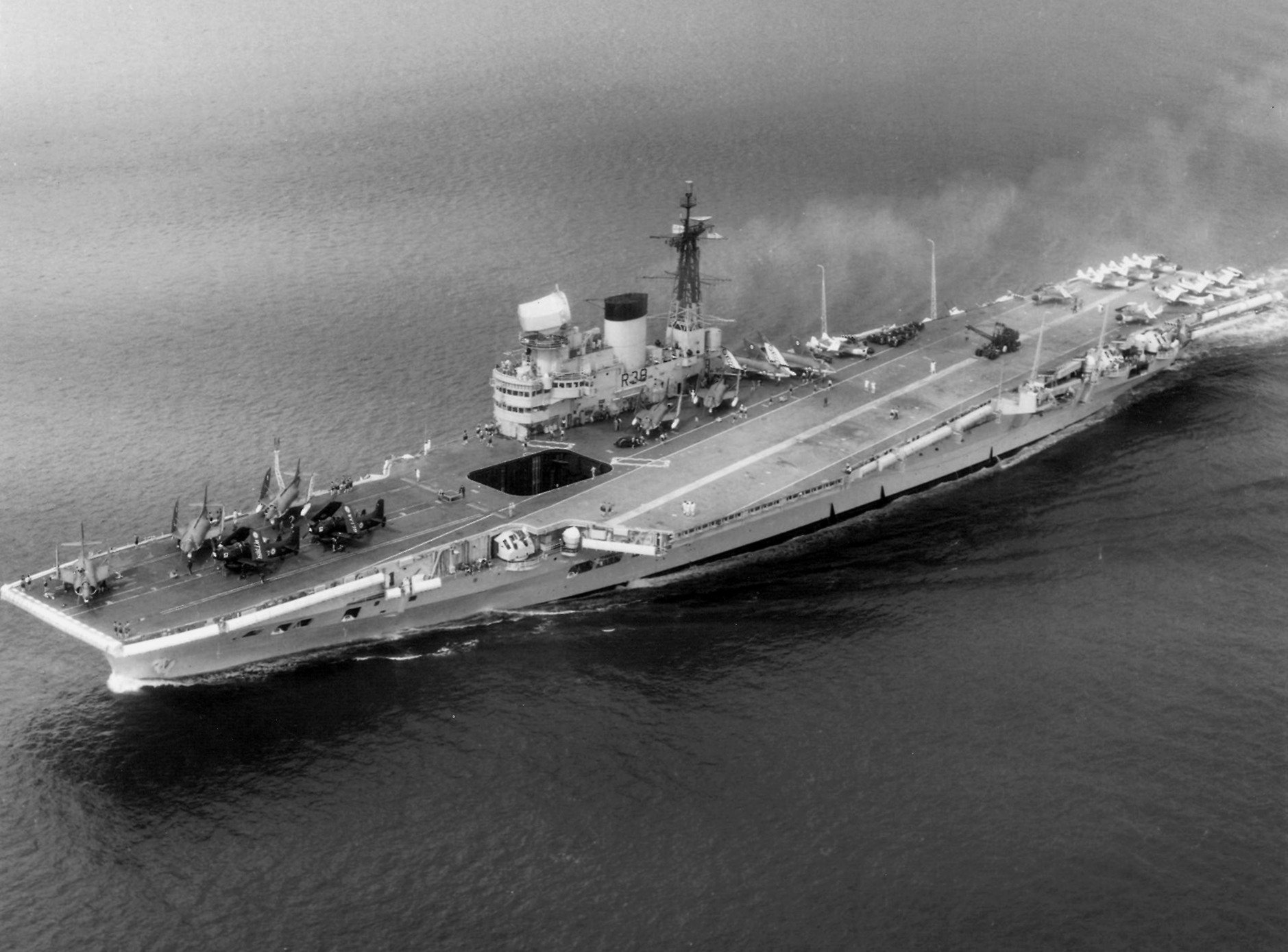
نمایی از ناوهواپیمابر ویکتوریوس، طی عملیات برنزی در حمایت از کویت - ژوئیه ۱۹۶۱

عملیات برتری یک عملیات نظامی بریتانیا در سال۱۹۶۱ برای حمایت از کشور تازه استقلال یافته کویت در برابر ادعاهای ارضی همسایه آن، عراق بود. بریتانیا به درخواست حفاظت از شیخ عبدالله سوم السلیم الصباح کویت واکنش نشان داد و نیروهای هوایی، دریایی و زمینی ظرف چند روز مستقر شدند. عراق حمله نکرد و نیروهای انگلیسی جای خود را به اتحادیه عرب دادند. عراق در سال۱۹۶۳ استقلال کویت را به رسمیت شناخت.

## زمینه
در سال۱۹۵۸ عبدالکریم قاسم قدرت را در عراق به دست گرفت. قدرت‌های غربی او را غیرقابل پیش‌بینی و عراق را بی‌ثبات می‌دانستند. در ۲۵ ژوئن۱۹۶۱، پس از انصراف بریتانیا از قدرت در کویت، قاسم اعلام کرد که کویت به عراق ملحق خواهد شد و تهدید نظامی از سوی بریتانیا قریب‌الوقوع تلقی شد.دلایل جنگ طلبی عراق قابل بحث است، اما علاوه بر سود سیاسی که از یک عملیات نظامی موفق به دست می‌آمد، دارایی‌های کویت در آن زمان شامل ذخایر احتمالی نفت (که بعداً تأیید شد) و دسترسی امن به دریا بود که عراق فاقد آن بود.

## عمل
پس از مهر و موم شدن مرزها و دفاع توسط مبارک عبدالله الجابر الصباح و معاون وی، سرهنگ شیخ صالح محمد الصباح در برابر تهاجم پیش‌بینی شده، سرتیپ شیخ مبارک به یازدهمین حاکم کویت و امیر اول شیخ عبدالله سوم السلیم آل توصیه کرد. صباح به بند۴ توافقنامه استقلال استناد می‌کند که در آن آمده بود کویت می‌تواند از بریتانیا درخواست حمایت نظامی کند که در ۳۰ ژوئن۱۹۶۱ انجام شد.
بریتانیا مسئولیت حفاظت نظامی کویت را پذیرفته بودو به سرعت یک نیروی عملیات دریایی قوی شامل تفنگداران دریایی سلطنتی از ۴۲ تکاور فرستاد.
یک تیم متشکل از ۴۲کماندو با هلیکوپتر از بالوارک به فرودگاه وارد شد که یک اسکادران از هاوکر هانترز وارد شد.تا اول ژوئیه، بریتانیا نیمی از یک گروه تیپ در کویت را آماده عملیات کرد. اینها شامل ۴۲ و ۴۵ کماندوی دریایی و دو گروه از گارد دوم جریان سرد بود. سومین اسکادران کارابینیر "C" با تانک سنچوریون خود از اچ‌ام‌اس استریکر فرود آمدند. دو گروه کماندویی در گرمای شدید تابستان مناطق مرتفع و اطراف ریج میتلا، نزدیک مرز عراق را اشغال کردند. سرتیپ درک هورسفورد، فرمانده گروه تیپ ۲۴ پیاده‌نظام از کنیا به کویت منتقل شد تا فرماندهی نیروهای زمینی بریتانیایی را بر عهده بگیرد.
در روزهای بعد، تقویت‌های بیشتری وجود داشت.
گروه رزمی کویت توسط سرتیپ مبارک وسرهنگ صالح محمد الصباح رهبری می‌شد که بعداً فرماندهی تیپ ۲۵تکاور کویت وتیپ ۶مکانیزه کویت را بر عهده داشت.

## عواقب
اتحادیه عرب حفاظت از کویت را به دست گرفت و انگلیسی‌ها تا ۱۹اکتبر نیروهای خود را خارج کردند.قاسم در کودتا در سال۱۹۶۳کشته شد، اگرچه عراق استقلال کویت را به رسمیت شناخت و تهدید نظامی کاهش یافت، بریتانیا به نظارت بر اوضاع ادامه داد و تا سال۱۹۷۱ نیروهای خود را برای محافظت از کویت در دسترس نگه داشت. در آن زمان هیچ اقدام نظامی عراق علیه کویت صورت نگرفت: این به وضعیت سیاسی و نظامی در داخل عراق نسبت داده می‌شد که همچنان بی‌ثبات بود.